# SN 1998bw
SN 1998bw – supernowa bardzo rzadkiego typu położona w galaktyce spiralnej ESO 184-G82. Została zaobserwowana w 1998, w tym samym momencie wykryto także rozbłysk gamma GRB 980425. Związek rozbłysku gamma i wybuchu supernowej nie został jeszcze do końca wyjaśniony, według jednej z teorii, SN 1998bw mogła być kolapsarem.